# Flexible response strategy

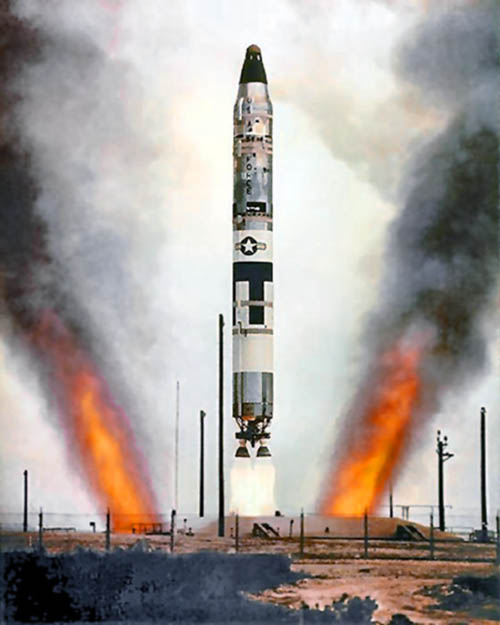
Titan II-raket.

Flexible response strategy is een term gebruikt voor de strategie die de NAVO vanaf 1967 voorstond, als opvolger van de Massive Retaliation.

## Uitleg
De strategie werd bedacht omdat men het risico van de Massive Retaliation-strategie te groot vond, deze hield in dat de Verenigde Staten bij de geringste Sovjet-agressie tot een massaal nucleair bombardement zou moeten overgaan. Na verloop van tijd bleek echter dat het Russisch nucleair arsenaal groot genoeg was om in dit geval tot een second strike over te gaan. Een dreiging met massale vergelding op een conventionele aanval was niet geloofwaardig meer. Brein achter de strategie was Robert McNamara, minister van defensie onder het bewind van de presidenten Kennedy en Lyndon B. Johnson. De nieuwe strategie werkte grofweg op drie niveaus:
1. Direct Defence: In geval van een Sovjet aanval met conventionele (dat wil zeggen niet-nucleaire) strijdkrachten zou men eerst met conventionele middelen tot staan moeten trachten brengen.
2. Deliberate Escalation: Deze fase ging in werking wanneer de NAVO troepen bezweken onder de Sovjetaanval, wat waarschijnlijk was, aangezien het Warschaupact over veel meer conventionele landstrijdkrachten beschikte dan de NAVO. In deze fase zou men beperkt gebruikmaken van tactische nucleaire wapens, die vanaf deze periode ontwikkeld werden. Deze waren meteen op het slagveld inzetbaar om op deze manier de Sovjet-Unie tot staan te brengen. Daarmee zou die voor een dilemma geplaatst worden: de conventionele aanval afblazen of verder escaleren, wat waarschijnlijk tot wederzijdse vernietiging zou leiden.
3. General Nuclear Response: Dit was de laatste fase die min of meer overeenkwam met de MAD-fase, een algehele nucleaire aanval op het grondgebied van de NAVO, die tot een evenredige vergelding zou leiden.

Het doel van de strategie was nog steeds de afschrikking van de vijand, de nucleaire afschrikking. Omdat onzeker was wanneer de NAVO/VS tot de tweede fase over zou gaan bleef een aanval riskant. Daarnaast was het waarschijnlijk dat wanneer één partij tot inzet van nucleaire wapens was overgegaan (fase twee), de andere partij niet zou aarzelen dit ook te doen. Hieruit kwam men dus min of meer automatisch op fase drie terecht.